# جایزه بزرگ آفریقای جنوبی ۱۹۷۵
جایزه بزرگ آفریقای جنوبی ۱۹۷۵ (انگلیسی: ‎1975 South African Grand Prix‎) یک مسابقهٔ موتوری در رشتهٔ اتومبیل‌رانی فرمول یک بود که در تاریخ ۱ مارس ۱۹۷۵ در کیالامی واقع در میدراند، خاوتنگ، آفریقای جنوبی برگزار شد. این گراند پری در میان ۱۴ گراند پری در فصل ۱۹۷۵، مسابقهٔ شمارهٔ ۳ بود.
در این مسابقه که در ۷۸ دور و به مسافت ۳۲۰٫۱۱۲ کیلومتر (۱۹۸٫۹۰۸ مایل) برگزار شد، پول پوزیشن توسط کارلوس پیس کسب شد و سریع‌ترین زمان برای طی یک دور پیست که برابر با ۱:۱۷٫۲۰ بود نیز توسط کارلوس پیس به ثبت رسید.
جودی شکتر از تیم تایرل-فورد، کارلوس روتمان از تیم برابام-فورد و پاتریک دیپلر از تیم تایرل-فورد به‌ترتیب مقام‌های اول تا سوم مسابقه را کسب کردند.

## رده‌بندی قهرمانی پس از مسابقه
| جایگاه | راننده           | امتیاز |
| ------ | ---------------- | ------ |
| ۱      | امرسون فیتیپالدی | ۱۵     |
| ۲      | کارلوس پیس       | ۱۲     |
| ۳      | کارلوس روتمان    | ۱۰     |
| ۴      | جودی شکتر        | ۹      |
| ۵      | جیمز هانت        | ۷      |
| منبع:  |                  |        |

| جایگاه | سازنده      | امتیاز |
| ------ | ----------- | ------ |
| ۱      | برابام-فورد | ۱۹     |
| ۲      | مک‌لارن-فورد | ۱۶     |
| ۳      | تایرل-فورد  | ۱۱     |
| ۴      | فراری       | ۸      |
| ۵      | هسکث-فورد   | ۷      |
| منبع:  |             |        |

یادداشت
- تنها پنج جایگاه نخست از هر رده‌بندی نمایش داده شده‌است.